# Milionia basirubra
Milionia basirubra là một loài bướm đêm trong họ Geometridae.